# Giaan Rooney
Pour les articles homonymes, voir Rooney.
Giaan Rooney, née le 15 novembre 1982 à Brisbane (Queensland), est une nageuse australienne.

## Palmarès

### Jeux olympiques
- médaille d'or du relais 4 × 100 m quatre nages aux Jeux olympiques d'Athènes en 2004
- médaille d'argent du relais 4 × 100 m quatre nages aux Jeux olympiques de Sydney en 2000
- médaille d'argent du relais 4 × 200 m nage libre aux Jeux olympiques de Sydney en 2000

### Championnats du monde

#### En grand bassin
- médaille d'or du 200 m nage libre en 2001 à Fukuoka ( Japon)
- médaille d'or du 50 m dos en 2005 à Montréal ( Canada)
- médaille d'or du relais 4 × 100 m quatre nages en 2005 à Montréal ( Canada)
- médaille d'argent du relais 4 × 200 m nage libre en 2003 à Barcelone ( Espagne)
- médaille de bronze du relais 4 × 100 m quatre nages en 2003 à Barcelone ( Espagne)

#### En petit bassin
- médaille d'argent du relais 4 × 100 m quatre nages 1999 à Hong Kong ( Chine)
- médaille d'argent du relais 4 × 100 m nage libre 2002 à Moscou ( Russie)
- médaille de bronze du relais 4 × 200 m nage libre 1999 à Hong Kong ( Chine)
- médaille de bronze du relais 4 × 200 m nage libre 2002 à Moscou ( Russie)